# Đại học Thanh Hoa

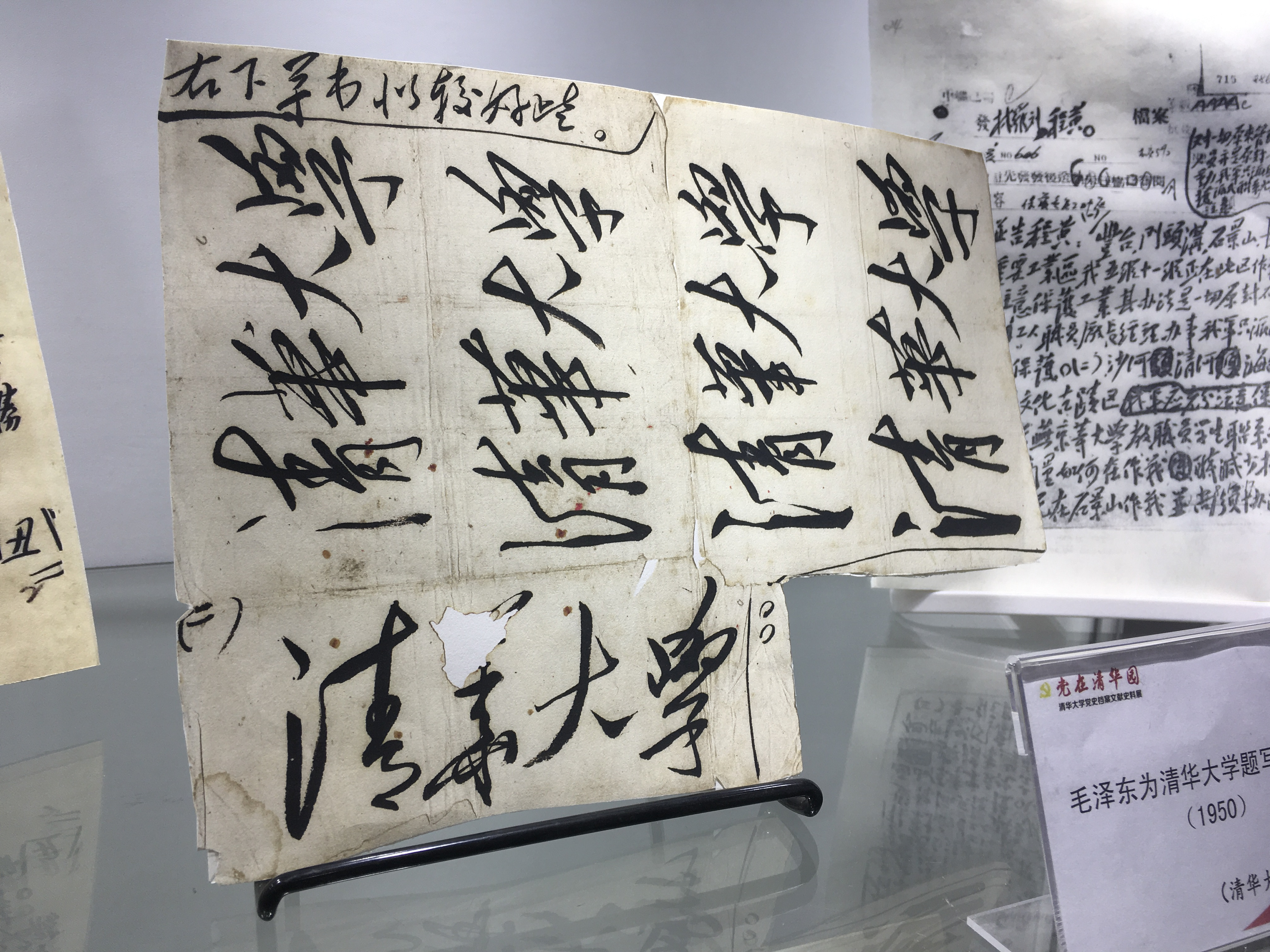
Bút pháp chữ "Đại học Thanh Hoa" của Mao Trạch Đông. Góc dưới bên phải bị khuyết của tờ giấy đã được dùng để làm phông chữ chính thức biểu hiện tên trường.

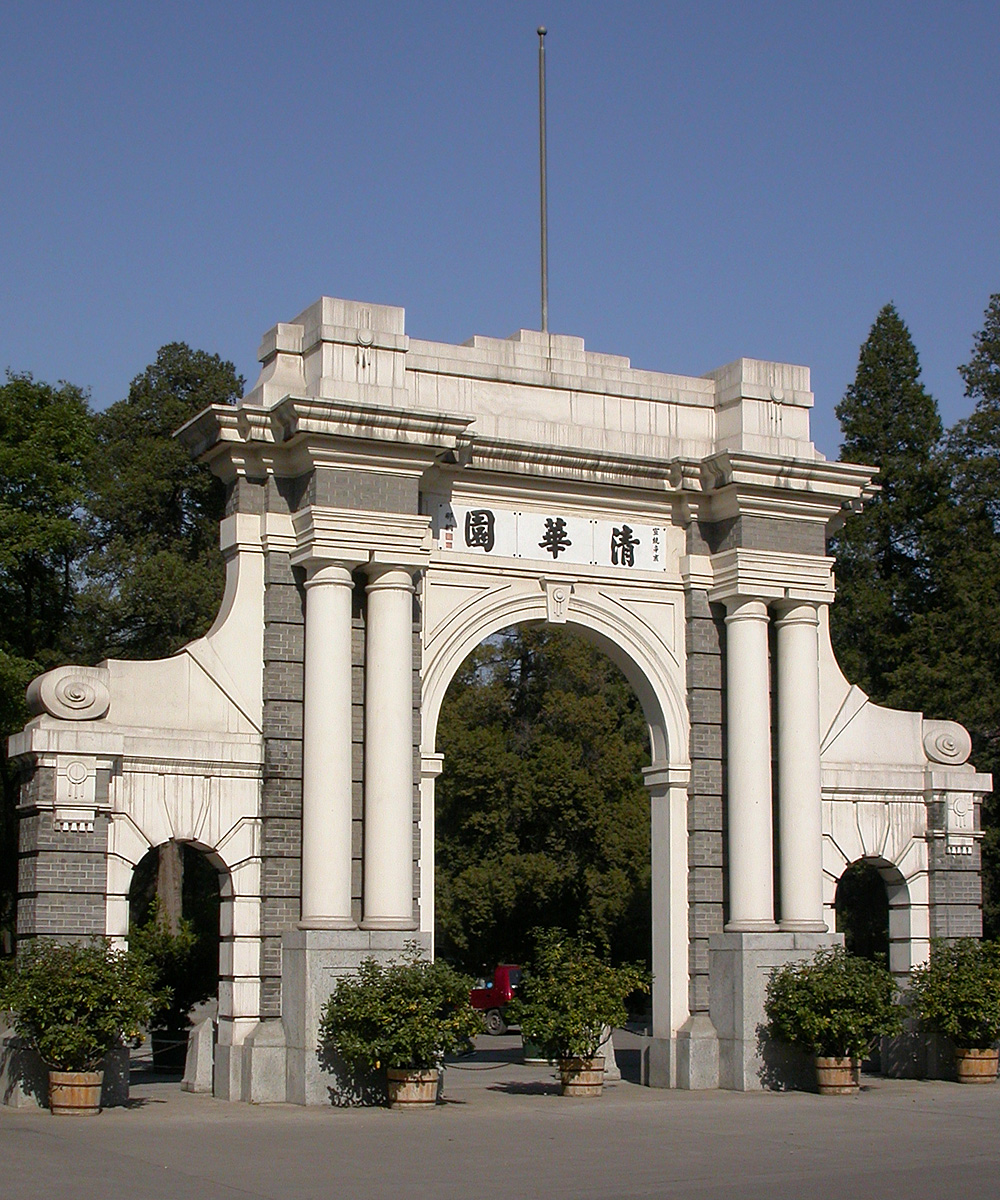
Cổng trường được xây dựng vào 1909, thiết kế theo phong cách Phục Hưng, từng bị Hồng vệ binh kéo sập trong cuộc Cách mạng văn hóa. Ngày nay có tên là Cổng số 2.

Đại học Thanh Hoa (giản thể: 清华大学; phồn thể: 清華大學; bính âm: Qīnghuá Dàxué; tên giao dịch quốc tế: Tsinghua University - THU) là một trường đại học đa ngành, đa lĩnh vực ở Bắc Kinh, Trung Quốc. Trường này được xem là trường đại học danh tiếng nhất ở Trung Quốc và châu Á, luôn có tên trong thứ hạng cao nhất của bảng xếp hạng các trường Đại học danh giá nhất Châu Á .Từ năm 2015, Đại học Thanh Hoa đã vượt qua MIT để đứng đầu danh sách các trường đại học xuất sắc nhất thế giới về kỹ thuật và khoa học máy tính, được bình chọn bởi US News. Năm 2020, Thanh Hoa được xếp hạng đứng đầu châu Á, xếp thứ 23 trong danh sách các trường đại học xuất sắc nhất thế giới của Times Higher Education Năm 2022, cũng trong danh sách xếp hạng của Times Higher Education, Thanh Hoa đứng thứ 16, đồng hạng với Đại học Bắc Kinh. Tỉ lệ trúng tuyển đại học vào một trong hai trường này là khoảng 0,05%.
Khuôn viên của Đại học Thanh Hoa nằm tọa lạc ở phía Tây Bắc thành phố Bắc Kinh, trên khu vườn hoàng gia trước đây của triều đại nhà Thanh với nhiều di tích lịch sử bao quanh. Hiện nay, Thanh Hoa có 21 trường và 59 khoa với các ngành về khoa học, kỹ thuật, nhân văn, luật, y học, lịch sử, triết học, kinh tế, quản lý, giáo dục và nghệ thuật.

## Lịch sử
Trường đại học Thanh Hoa được thành lập tại Bắc Kinh năm 1911 trên nền của một khu vườn Hoàng gia cũ thuộc một Thân vương và được cấp ngân sách từ một khoản bồi thường mà Trung Quốc trả cho Hoa Kỳ sau vụ khởi nghĩa Nghĩa Hòa Đoàn được hoàn lại. Đây là một trường dự bị cho sinh viên chuẩn bị học đại học tại Mỹ. Giáo viên giảng dạy của trường đã được YMCA tuyển mộ từ Hoa Kỳ và sinh viên tốt nghiệp được gửi sang Hoa Kỳ học tập và được xếp vào năm thứ 3 . Trong thế chiến thứ 2 năm 1937, Đại học Thanh Hoa cùng với Đại học Bắc Kinh và Đại học Nam Khai đã được sáp nhập để lập ra Đại học Lâm thời Trường Sa ở Trường Sa và sau đó là Đại học Liên hiệp Tây Nam ở Côn Minh, Vân Nam. Sau chiến tranh, Thanh Hoa quay lại Bắc Kinh và tiếp tục đào tạo.
Sau nội chiến Trung Quốc chia cắt Trung Quốc, Đại học Thanh Hoa được phe cộng sản do Mao Trạch Đông đứng đầu tiếp quản. Một số giáo sư theo hiệu trưởng Mai Di Kỳ sang Đài Loan nơi họ lập ra Đại học Quốc gia Thanh Hoa năm 1955 (đầu tiên tên gọi của nó là Viện Công nghệ Hạt nhân Quốc gia Thanh Hoa).
Năm 1952, chính phủ sắp xếp lại các cơ sở đào tạo đại học trong một nỗ lực xây dựng một hệ thống theo kiểu Xô viết. Đại học Thanh Hoa bị mất các khoa nông nghiệp, luật, khoa học và nhân văn và đã trở thành một trường đại học bách khoa. Trong nhiều năm sau, Đại học Thanh Hoa thường được gọi là "MIT của Trung Quốc". Nhưng từ thập niên 1980, trường này đã bắt đầu hợp nhất một hệ thống đa ngành. Kết quả là, nhiều khoa mới được lập thêm và lập lại, bao gồm khoa khoa học, khoa kinh tế và quản trị kinh doanh, khoa khoa học xã hội và nhân văn, trường luật, khoa hành chính công, khoa nghệ thuật. Chỉ có hai khoa thu học phí là khoa luật và viện nghệ thuật và thiết kế. Trong thời kỳ Cách mạng Văn hóa từ 1966 đến 1976, Thanh Hoa trở thành chiến trường giữa hai phái Hồng Vệ và cấp tiến. Trường đã không trở lại hoạt động bình thường cho đến năm 1977 khi Cách mạng Văn hóa chấm dứt.

## Hiện nay

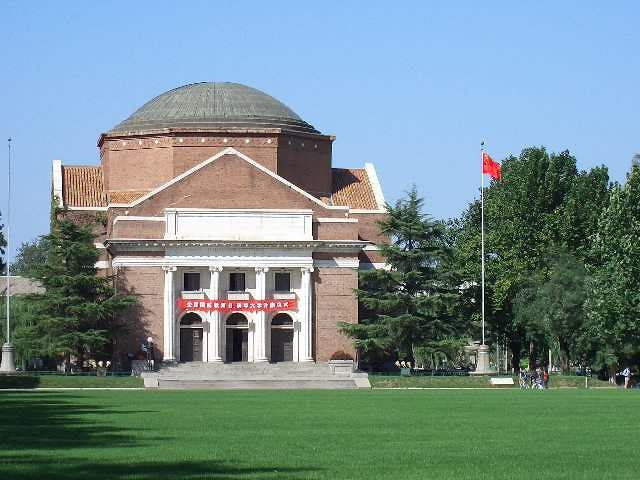
Đại lễ đường là phần trung tâm của khu trường cũ, được xây dựng từ năm 1917.

Phần lớn cuộc xếp hạng các trường đại học Trung Quốc xem Thanh Hoa là số một ở Trung Quốc .Thanh Hoa được xem là trường khoa học và công nghệ tốt nhất Trung Quốc. Viện y học hiệp hòa Bắc Kinh của Đại học Thanh Hoa là trường y tốt nhất Trung Quốc  trong khi Đại học Bắc Kinh thì nổi tiếng hơn về luật và nghệ thuật. Việc được trúng tuyển Thanh Hoa phải cạnh tranh rất quyết liệt. Đa số sinh viên được tuyển chọn là những học sinh phổ thông xuất sắc nhất Trung Quốc. Nhiều nhà khoa học, kỹ sư, nhà kinh doanh, nhà chính trị hàng đầu của Trung Quốc tốt nghiệp từ Thanh Hoa, trong đó có Hồ Cẩm Đào. Năm 2003, Thanh Hoa có 12 trường đại học và 48 khoa, 41 viện nghiên cứu, 35 trung tâm nghiên cứu, 167 phòng thí nghiệm bao gồm 15 phòng thí nghiệm trọng điểm quốc gia. Tháng 9 năm 2006, Viện y học hiệp hòa Bắc Kinh đã được đổi tên thành Viện y học hiệp hòa Bắc Kinh Đại học Thanh Hoa. Thanh Hoa có 51 chương trình đào tạo cử nhân, 139 chương trình đào tạo thạc sĩ và 107 chương trình đào tạo tiến sĩ. Thanh Hoa cũng là đại học Trung Quốc đầu tiên có chương trình đào tạo thạc sĩ luật Hoa Kỳ thông qua một chương trình hợp tác với Trường luật Beasley Đại học Temple. Thanh Hoa là thành viên của LAOTSE, một hệ thống quốc tế của các đại học hàng đầu ở châu Âu và châu Á. Học viện Hạt nhân và Công nghệ Năng lượng Nguyên tử nằm ở một khu riêng biệt ở ngoại ô phía bắc Bắc Kinh.

## Tổ chức
1. Nhân văn 
1. Ngôn ngữ và Văn học Trung Quốc
2. Triết học
3. Lịch sử
4. Ngôn ngữ và Văn học nước ngoài

2. Khoa học xã hội 
1. Xã hội học
2. Tâm lý học
3. Khoa học Chính trị
4. Quan hệ quốc tế
5. Viện Kinh tế

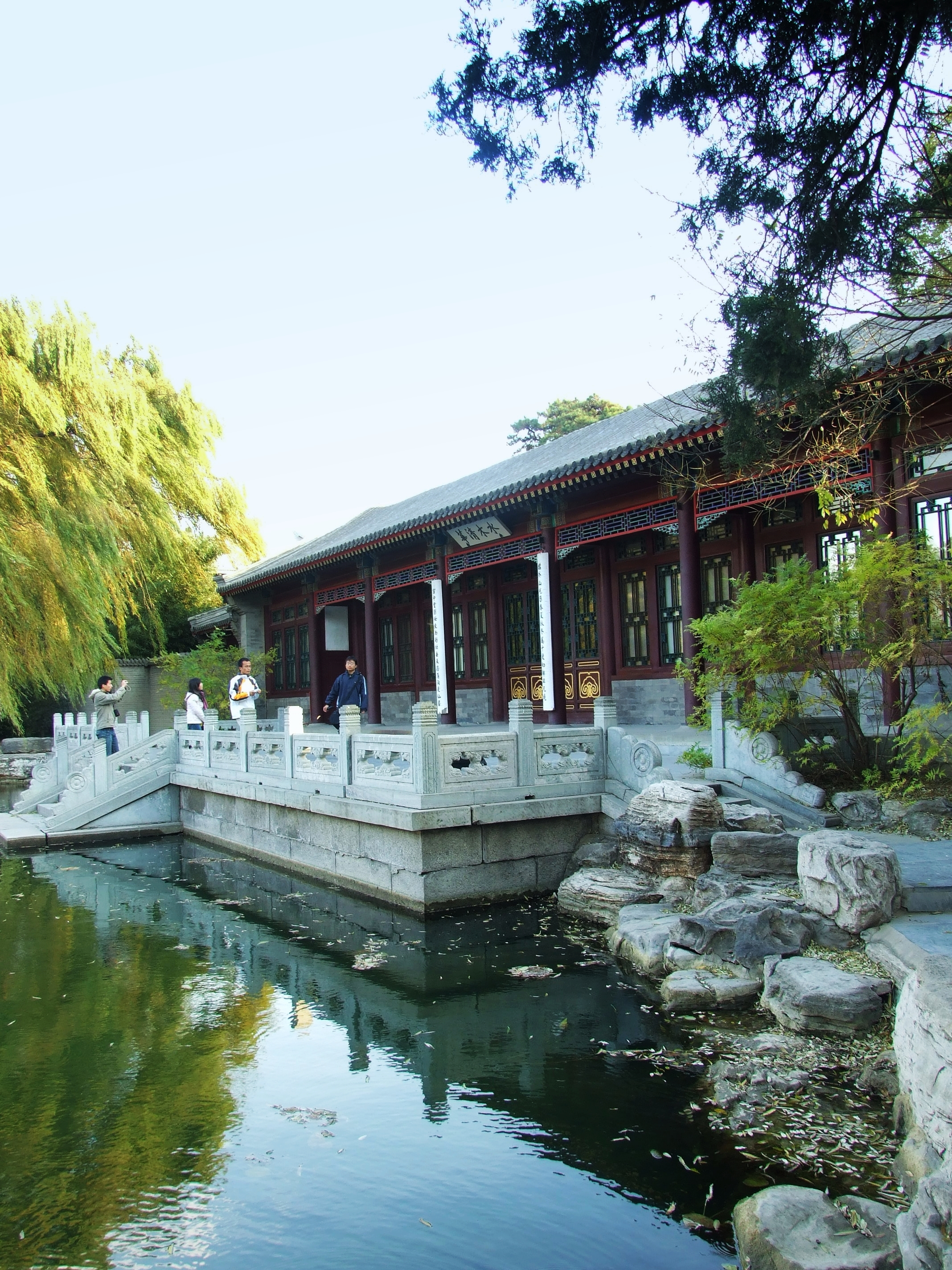
Khu vườn thắng cảnh Thủy Mộc Thanh Hoa từ thời nhà Thanh

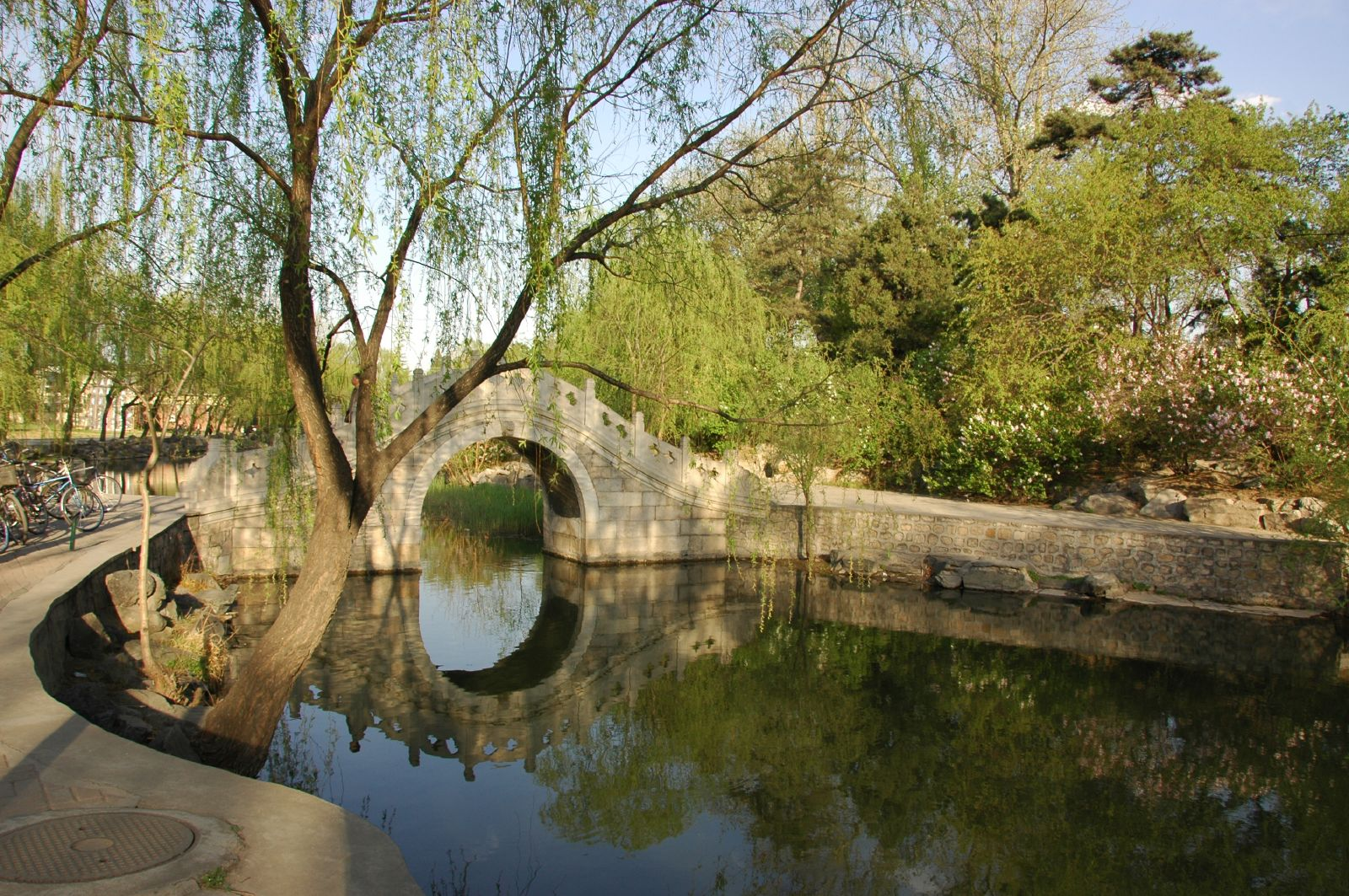
Một góc Cận Xuân Viên

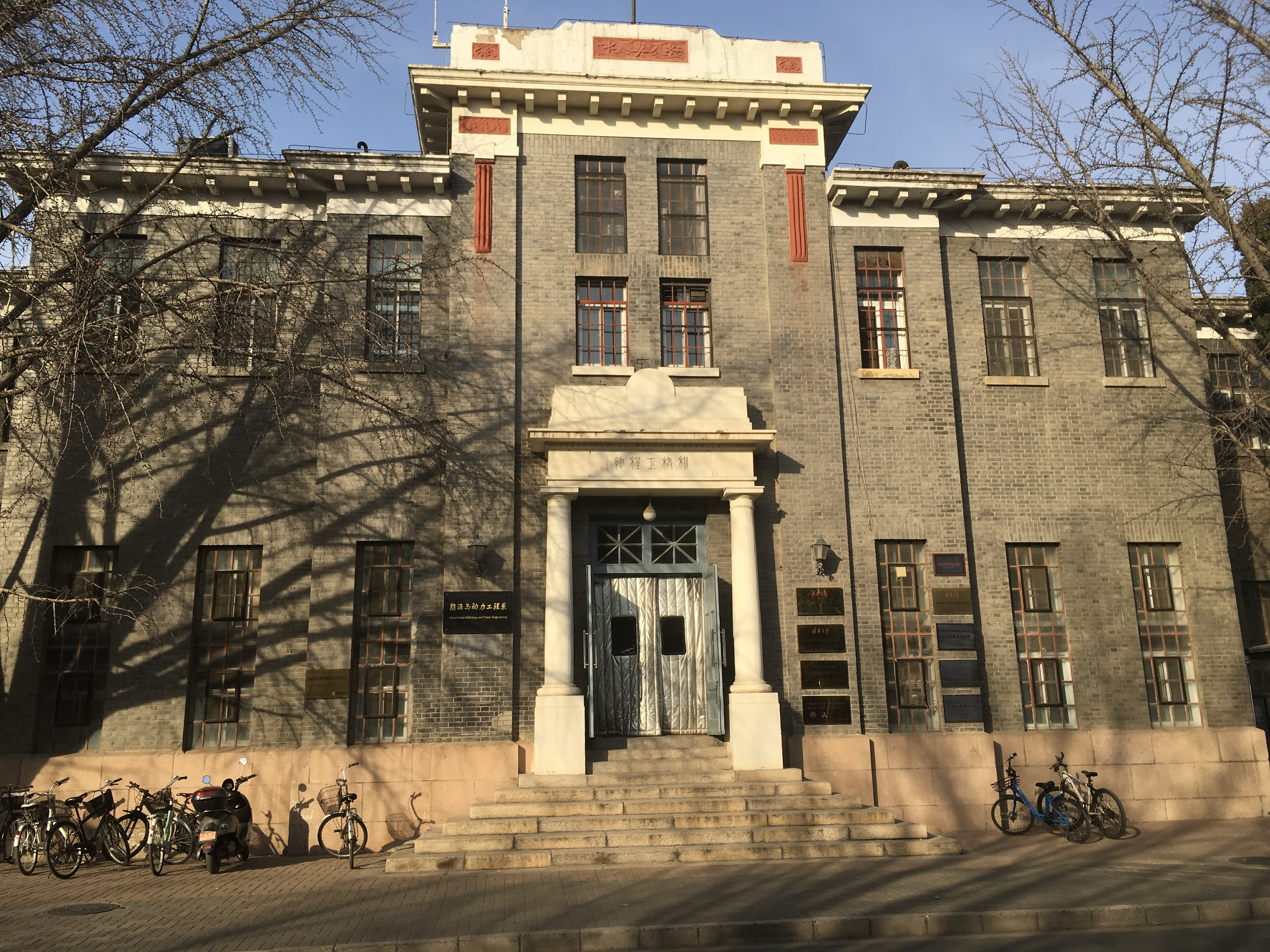
Tòa nhà khoa Kỹ thuật cơ khí

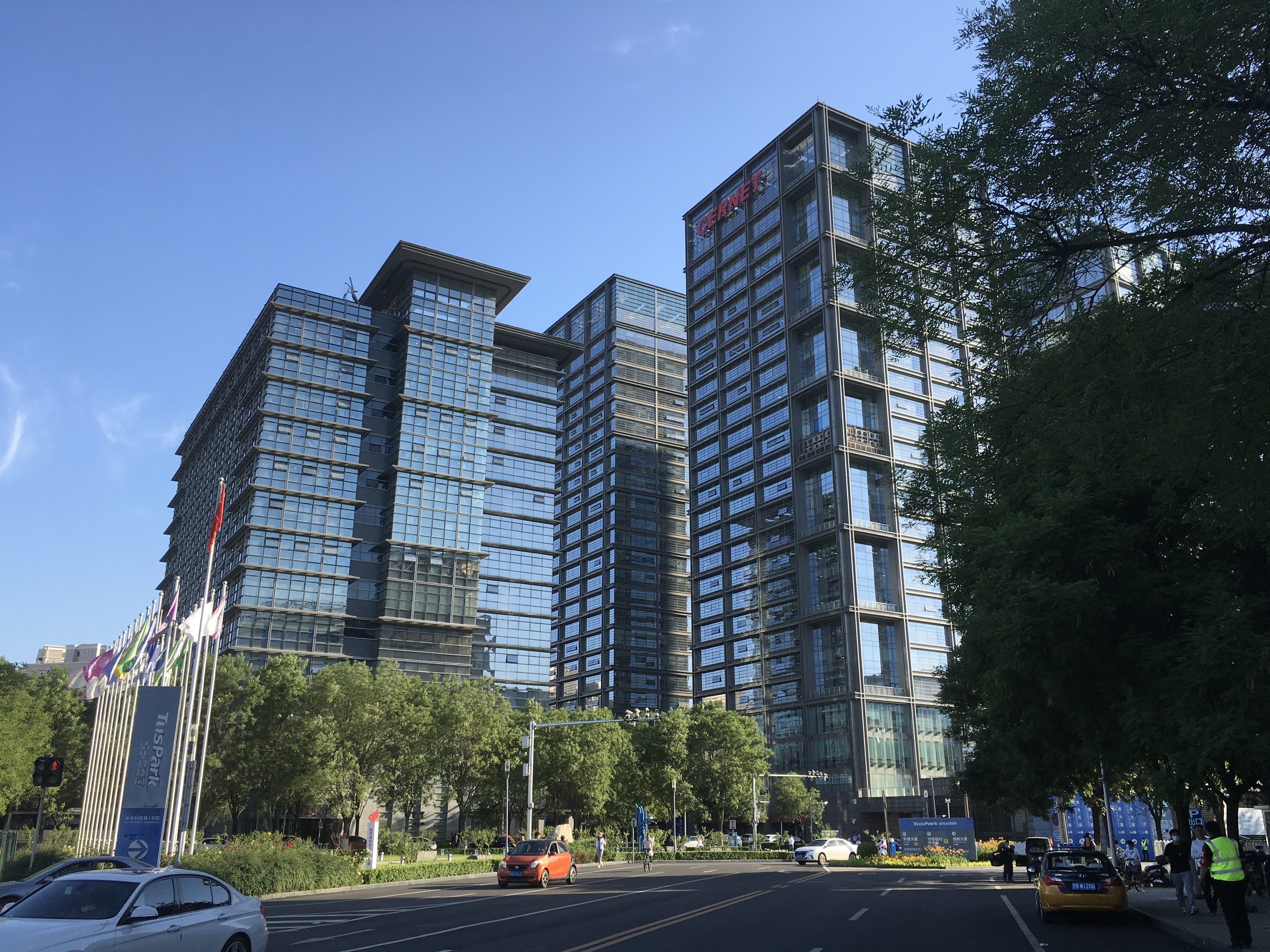
Lối vào công viên khoa học kỹ thuật Thanh Hoa (TusPark)

6. Viện Khoa học, Công nghệ và Xã hội

3. Kinh tế và Quản lý
1. Kế toán
2. Kinh tế học
3. Tài chính
4. Tiếp thị
5. Khoa học Quản lý và Kỹ thuật
6. Sự đổi mới và ảnh hưởng kinh doanh

4. Khoa học và Công nghệ thông tin
1. Kỹ thuật điện tử
2. Vi điện tử và điện tử nano
3. Khoa học Máy tính và Công nghệ
4. Phần mềm
5. Viện nghiên cứu công nghệ thông tin

5. Học viện Nghệ thuật và Thiết kế 
1. Lịch sử nghệ thuật
2. Thiết kế công nghiệp
3. Thiết kế nghệ thuật môi trường
4. Thiết kế gốm
5. Hình ảnh thiết kế truyền thông
6. Dệt may và Thiết kế thời trang
7. Thông tin Nghệ thuật & Thiết kế
8. Nghệ thuật và Thủ công
9. Vẽ
10. Điêu khắc

6. Tự nhiên 
1. Toán học
2. Vật lý
3. Hóa học

7. Xây dựng 
1. Kỹ thuật Xây dựng
2. Quản lý xây dựng
3. Kỹ thuật Thủy lực

8. Môi trường
1. Kỹ thuật môi trường
2. Khoa học môi trường
3. Kế hoạch và Quản lý Môi trường

9. Báo chí và truyền thông
10. Luật 
11. Kỹ thuật điện 
12. Trường Chính sách Công và Quản lý 
13. Kĩ thuật hàng không vũ trụ 
1. Kỹ thuật Hàng không và Không gian
2. Cơ học Kỹ thuật

14.Kỹ sư cơ khí 
1. Kỹ sư cơ khí
2. Dụng cụ chính xác
3. Kỹ thuật ô tô
4. Kỹ thuật công nghiệp

15. Dược học
1. Khoa học y khoa cơ bản
2. Kỹ thuật y sinh
3. Y học lâm sàng
4. Trung tâm Nghiên cứu Y tế công cộng

16. Kiến trúc
17. Viện Khoa học thông tin liên ngành
18. Tài liệu khoa học và kỹ thuật
19. Khoa học đời sống
20. Vật lý kỹ thuật
21. Kỹ thuật hoá học
22. Chủ nghĩa Marx

## Khuôn viên trường

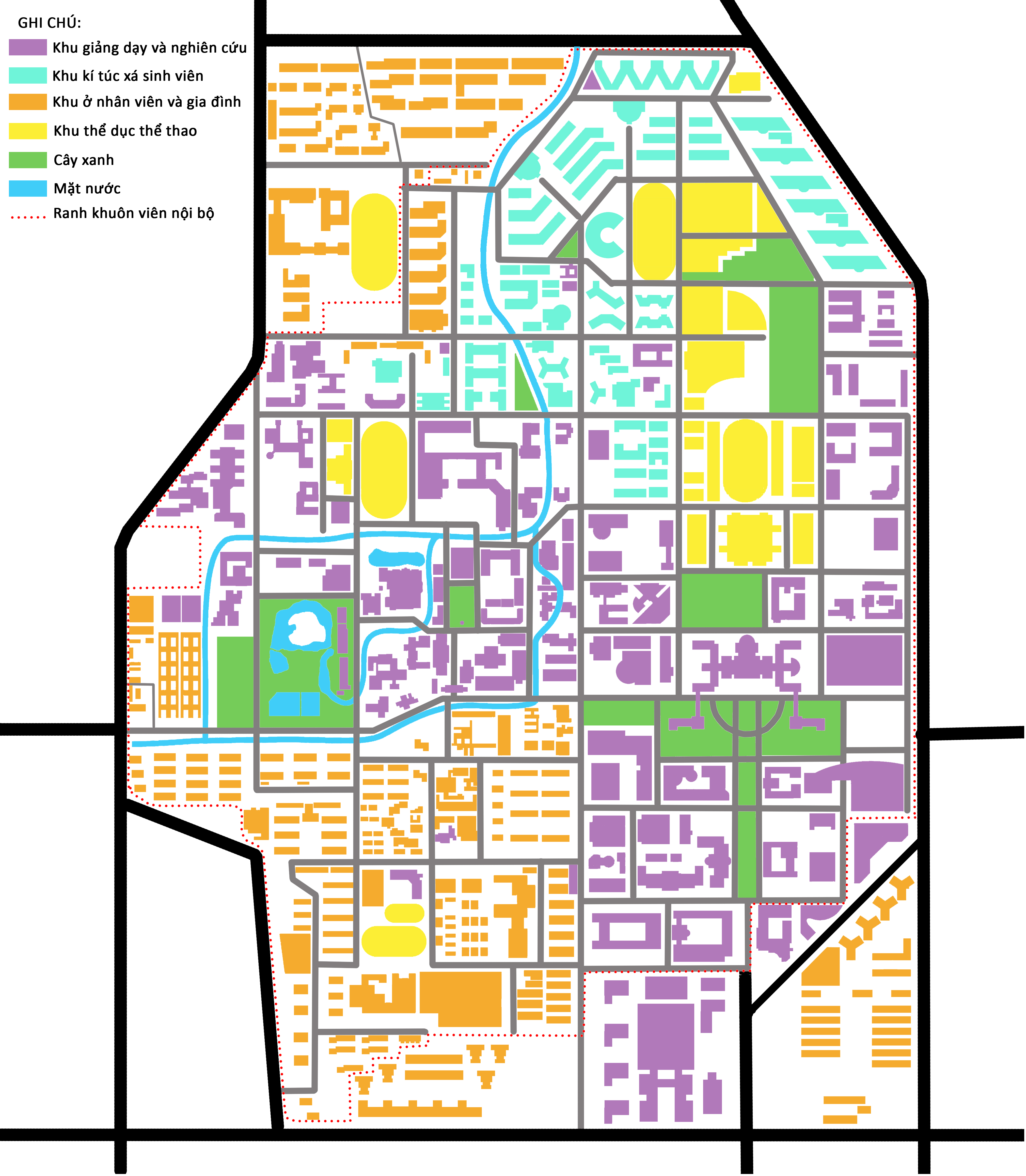
Bản đồ khuôn viên Đại học Thanh Hoa năm 2022

Đại học Thanh Hoa có khuôn viên tổng thể hình chữ nhật, dài 2,5 km theo hướng Bắc Nam và rộng 2 km theo hướng Đông Tây, thuộc quận Hải Điến, thành phố Bắc Kinh, nằm giữa đường Vành đai 4 và Vành đai 5, giáp với tuyến metro số 13, phía Tây giáp với Đại học Bắc Kinh. Ngoài ra, Đại học Thanh Hoa còn có cơ sở khác đang xây dựng tại đường Quang Hoa, Viện nghiên cứu hạt nhân Thanh Hoa, trường sau đại học Thâm Quyến, bệnh viện trực thuộc và một số cơ sở điều dưỡng, các khu ở cho nhân viên và giảng viên nằm ngoài khuôn viên chính của trường.
Khuôn viên trường được chia thành khu Đông và khu Tây, phân cách bởi con đường chính từ cổng phía Nam. Khu Tây là khu cũ, có cách bố trí khuôn viên theo kiểu Mỹ với nhiều tòa nhà cũ có kiến trúc gạch đá mang đậm phong cách phương Tây. Trung tâm của khuôn viên cũ là Tòa nhà Đại Lễ Đường, gần đó là thư viện, bảo tàng Khoa học, tòa nhà Thanh Hoa Học Đường, Khoa Đông Phương học, nhà thi đấu thể thao phía Tây và Viện khoa học tự nhiên. Các tòa nhà kiến trúc cổ như Công Tự Sảnh, Cổ Nguyệt Đường, Thủy Mộc Thanh Hoa và hồ sen (gần di tích Cận Xuân Viên) thể hiện phong cách vườn truyền thống của Trung Quốc. Khu Đông bao gồm tòa nhà chính theo phong cách Xô Viết, được xây dựng vào thập niên 1950, cùng với các công trình hiện đại như Khoa Kiến trúc, tòa nhà Minh Lý, trường Kinh tế và Quản lý,...
Khu cũ phía Tây thường có các tòa nhà xây dựng theo phong cách kiến trúc gạch đỏ đặc trưng kiểu Mỹ, trong khi khu vực phía Đông chủ yếu là các tòa nhà hiện đại màu trắng, do đó, một số người gọi là "khu đỏ" và "khu trắng". Ngoài ra, phía Đông Bắc là khu kí túc xá sinh viên Tử Kinh, phía Tây Bắc là khu ở dành cho giảng viên, nhân viên và trường trung học trực thuộc Đại học Thanh Hoa, phía Tây Nam là khu dân cư.。
Khuôn viên trường có mật độ phủ xanh cao, xen kẽ với các công trình kiến trúc được xây dựng ở những thời kỳ khác nhau tạo nên các quần thể công trình mang phong cách kiến trúc khác biệt. Đến cuối năm 2010, khuôn viên trường có 450.000 cây bóng mát lớn, 200.000 cây bụi, 78.000 cây tre, 44.000 cây hoa lâu năm, 240 cây cổ thụ trăm tuổi. Tổng cộng có 1.210 loại cây khác nhau, tổng diện tích cây xanh là 135 ha, mật độ cây xanh đạt 54,8%.
Khuôn viên trường có đầy đủ các cơ sở giảng dạy và sinh hoạt với tổng cộng 6 tòa giảng đường và 2 hội trường, tổng diện tích 5,3 ha, gồm 276 phòng học và có sức chứa 22,806 chỗ ngồi. Trong đó, tòa giảng đường thứ sáu có diện tích xây dựng 3,4 ha, có sức chứa hơn 7.500 học viên. Đại học Thanh Hoa còn có khu kí túc xá sinh viên rộng 50 ha, có tổng cộng 14.570 phòng. Khu kí túc xá sinh viên Tử Kinh mới được xây dựng có diện tích 28,6 ha, tổng diện tích xây dựng khoảng 370.000 m2, nằm ở phía Đông Bắc, trong đó có tòa nhà C cung cấp nhiều tiện ích như siêu thị, ngân hàng, bưu điện,... và nhiều dịch vụ khác. Khuôn viên trường có 19 nhà ăn và nhà hàng, trong đó nhà ăn sinh viên Tử Kinh Viên với diện tích xây dựng 130.000 m2 có thể chứa hơn 3.000 người ăn cùng lúc.

## Các cựu sinh viên nổi tiếng
- Trương Dân Giác - người đồng sáng tạo ra thuốc ngừa thai (1933)
- Trần Tỉnh Thân - nhà toán học, người đoạt giải Wolf (1984)
- Mục Đán - nhà thơ
- Lý Chính Đạo - nhà vật lý, người đoạt giải Nobel (vật lý, 1957)
- Tiền Học Sâm - nhà vật lý nguyên tử
- Tiền Tam Cường - nhà vật lý nguyên tử
- Hoa La Canh - nhà toán học
- Kha Triệu - nhà toán học
- Tôn Lập Nhân - tướng Quốc Dân Đảng
- Lương Thực Thu - học giả
- Dương Chấn Ninh - nhà vật lý, người đoạt giải Nobel (vật lý, 1957)
- Văn Nhất Đa - nhà văn, nhà thơ
- Tào Ngu - nhà văn
- Hồ Phong - nhà văn
- Ngô Hàm - nhà sử học
- Hồ Kiều Mộc - học giả
- Phùng Hữu Lan - nhà triết học Trung Hoa
- Trương Ngọc Triết - nhà thiên văn
- Phí Hiếu Thông - nhà nghiên cứu xã hội học và nhân loại học
- Tiền Chung Thư - một trong số các nhà văn nổi tiếng thời kỳ trước Cách mạng văn hóa ở Trung Quốc, tác giả của Vi thành
- Chu Bồi Nguyên - cựu hiệu trưởng Đại học Bắc Kinh
- Ngô Quan Chính - Ủy viên bộ chính trị trung ương Đảng Cộng sản Trung Quốc
- Hồ Cẩm Đào - cựu Chủ tịch Cộng hòa Nhân dân Trung Hoa
- Ngô Bang Quốc - Chủ tịch Quốc hội Trung Quốc
- Kiều Quán Hoa - cựu Bộ trưởng Ngoại giao Trung Quốc
- Hoàng Cúc - Phó thủ tướng Cộng hòa Nhân dân Trung Hoa
- Tằng Bồi Viêm - Phó thủ tướng Cộng hòa Nhân dân Trung Hoa
- Chu Dung Cơ - cựu Thủ tướng Cộng hòa Nhân dân Trung Hoa
- Chu Tiểu Xuyên - thống đốc Ngân hàng Nhân dân Trung Hoa
- Giả Xuân Vượng - Viện trưởng Viện kiểm sát Nhân dân tối cao.
- Tập Cận Bình - Tổng Bí thư Đảng Cộng sản Trung Quốc

### Các giảng viên nổi tiếng
- Lương Khải Siêu - nhà triết học và nhà cải cách nổi tiếng thời kỳ nhà Thanh
- John L. Thornton - cựu chủ tịch và đồng giám đốc điều hành của Goldman Sachs
- Tưởng Đình Phất - nhà sử học và nhà ngoại giao
- Vương Quốc Duy
- Tần Huy- nhà sử học
- Vương Huy
- Laurie Olin - kiến trúc sư cảnh quan
- Lương Tư Thành - kiến trúc sư và nhà sử học